# Melonycteris
Melonycteris (Dobson, 1877) è un genere di pipistrelli della famiglia degli Pteropodidi. 

## Descrizione

### Dimensioni
Al genere Melonycteris appartengono pipistrelli di medio-piccole dimensioni con la lunghezza dell'avambraccio tra 55,1 e 64,4 mm.

### Caratteristiche craniche e dentarie
Il cranio ha le ossa pre-mascellari in semplice contatto. La specie M. woodfordi ha un solo incisivo su ogni semi-arcata inferiore.
Sono caratterizzati dalla seguente formula dentaria:

### Aspetto
Il muso è lungo ed affusolato, con la lingua lunga ed estensibile, ricoperta di lunghe papille filiformi sulla punta. Sono privi di coda, mentre l'uropatagio è ben sviluppato lungo la parte interna degli arti inferiori ma notevolmente ridotto al centro. Le membrane alari sono attaccate lungo i fianchi e posteriormente e tra il terzo e quarto metatarso. La tibia è ricoperta di peli, mentre l'avambraccio è praticamente nudo. Le specie M. woodfordi e M.fardoulisi sono privi dell'artiglio sull'indice della mano.

## Tassonomia
Il genere comprende 3 specie:
- L'indice della mano è provvisto dell'artiglio.
  - Melonycteris melanops
- L'indice della mano è privo dell'artiglio.
  - Melonycteris fardoulisi
  - Melonycteris woodfordi